# 6e-12e régiment de cuirassiers
Pour les articles homonymes, voir 6e régiment et 12e régiment.
Le 6e-12e régiment de cuirassiers de l'arme blindée et cavalerie est issu de deux anciens régiments de cavalerie, le 6e régiment de cuirassiers créé en 1635 et le 12e régiment de cuirassiers créé en 1668 ; il appartient à la 2e brigade blindée héritière de la célèbre division Leclerc. Le régiment a pris la forme d'un RC 80 à Olivet dans le département du Loiret, près d'Orléans, en 1994.
En 2009, à la dissolution du groupe d'escadrons 6e Cuirassiers, réorganisation du régiment à 60 chars et maintien des traditions du 12e Cuirassiers.

## Historique
Le 6e-12e régiment de cuirassiers est projeté régulièrement sur tous les théâtres d'opérations. Il a participé à de nombreuses opérations extérieures : Kosovo, Côte d'Ivoire à plusieurs reprises dans le cadre de la force Licorne, Sénégal, Tchad, Afghanistan…. En septembre 2006, il déploie pour la deuxième fois, comme au Kosovo, le char Leclerc. Ce sera cette fois hors d'Europe, dans le cadre de la FINUL au Liban avec treize de ces chars de bataille.
À savoir que depuis la dissolution du 2e Régiment de Dragons, l'effectif du régiment en personnels et matériel a augmenté depuis juillet 2005.
Le 6-12e Régiment de Cuirassiers a retrouvé le nom de 12e Régiment de Cuirassiers le 1er août 2009, après que l'étendard du 6e Régiment de Cuirassiers a rejoint les Invalides. Il est le dernier régiment de Cuirassiers de l'Armée de terre. Il reprend les traditions du 12e régiment de cuirassiers, dont l'insigne du Dauphin Cavalerie sur fond bleu, et la devise « Au danger mon plaisir ».

## Chefs de corps
- 1994 - 1996: Colonel Huberdeau Christian
- 1996 - 1998: Colonel Bout de Marnhac Xavier
- 1998 - 2000: Colonel Lafontaine Vincent
- 2000 - 2002: Colonel Boubée Bruno
- 2002 - 2004: Colonel Pougin de la Maisonneuve Olivier
- 2004 - 2006: Colonel Beaudouin Charles
- 2006 - 2008: Colonel Lafont-Rapnouil Jean-François
- 2008 - 2010: Colonel Ollier Marc
- depuis 2010: Lieutenant-Colonel Hintzy Christophe[1]

## Mission
Le Leclerc Cavalerie est un véritable outil opérationnel destiné à l'action. Toujours en mesure d'être engagé dans un contexte de crise ou de combat de haute intensité, il peut également être amené à apporter une aide aux services publics.

## Composition

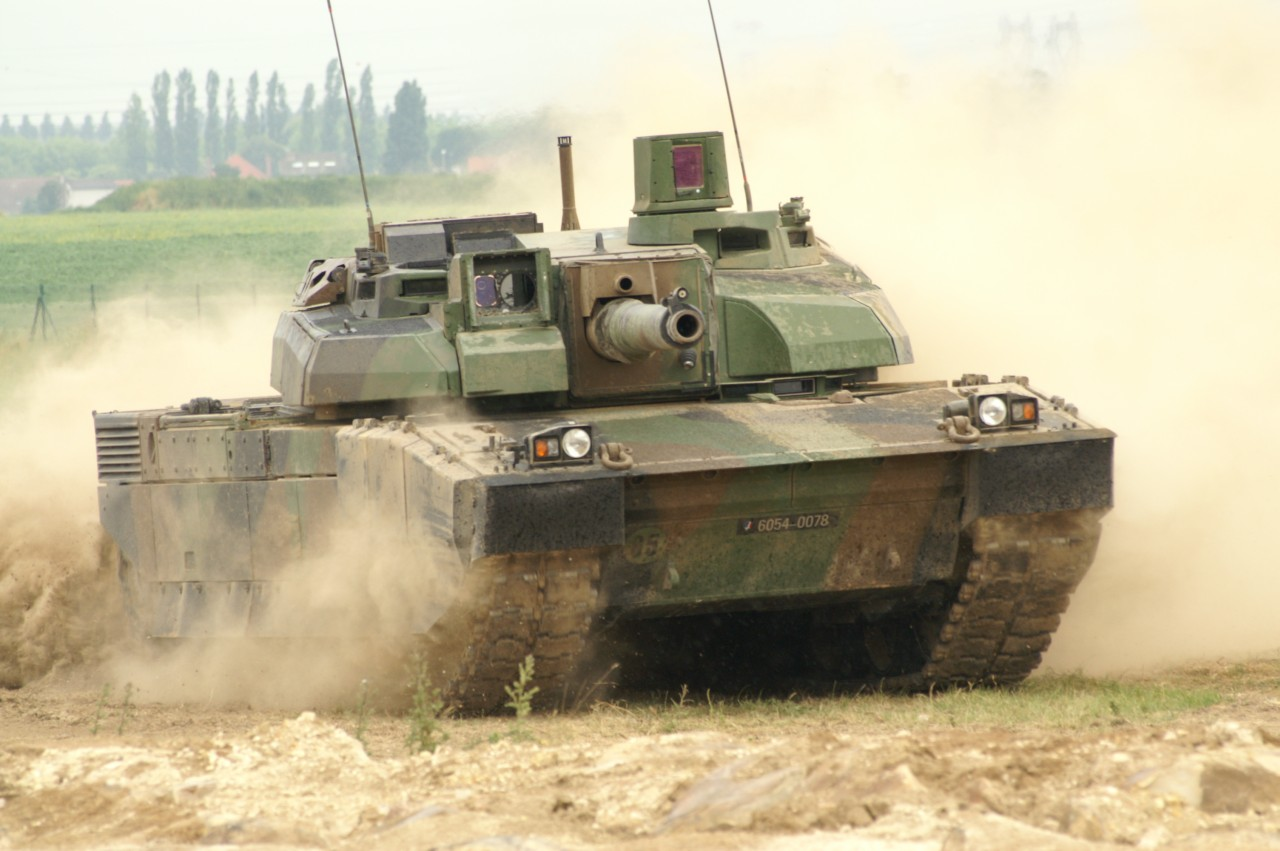
CHAR DE COMBAT LECLERC

Depuis juillet 1994 le régiment est organisé en structure RC80. Il se compose :
- groupe d'escadrons 6e cuirassiers, comprenant :
  - trois escadrons de 13 chars ;
  - un escadron de commandement et de logistique ;
- groupe d'escadrons 12e cuirassiers, comprenant :
  - trois escadrons de 13 chars ;
  - un escadron de commandement et de logistique ;
- quatrième escadron, d'intervention de réserve (2008)
- cinquième escadron, d'intervention de réserve
- sixième escadron, de défense, d'instruction et de moyens généraux
- septième escadron, de maintenance régimentaire

En cas d'engagement opérationnel, le régiment peut donner naissance à un ou deux groupements blindés possédant jusqu'à 40 chars chacun.
Depuis le début 2008 le régiment est doté d'un second escadron de réserve qui porte le no 4.
En 2009, à la dissolution du groupe d'escadrons 6e Cuirassiers, réorganisation du régiment à 60 chars et maintien des traditions du 12e Cuirassiers.

## Matériels
[Quand ?]
- 80 chars Leclerc de série 2 (les plus récents)
- 4 Dépanneurs blindé (DCL Dépanneur Char Leclerc)
- 1 AMX-30 pour le dépannage
- 36 VBL
- 49 véhicules de l'avant blindés et transport de troupes
- 80 véhicules tout-terrain Peugeot P4
- 162 camions lourds et super poids lourds
- 32 motos et 67 véhicules de gamme civile.